# 出島灯台

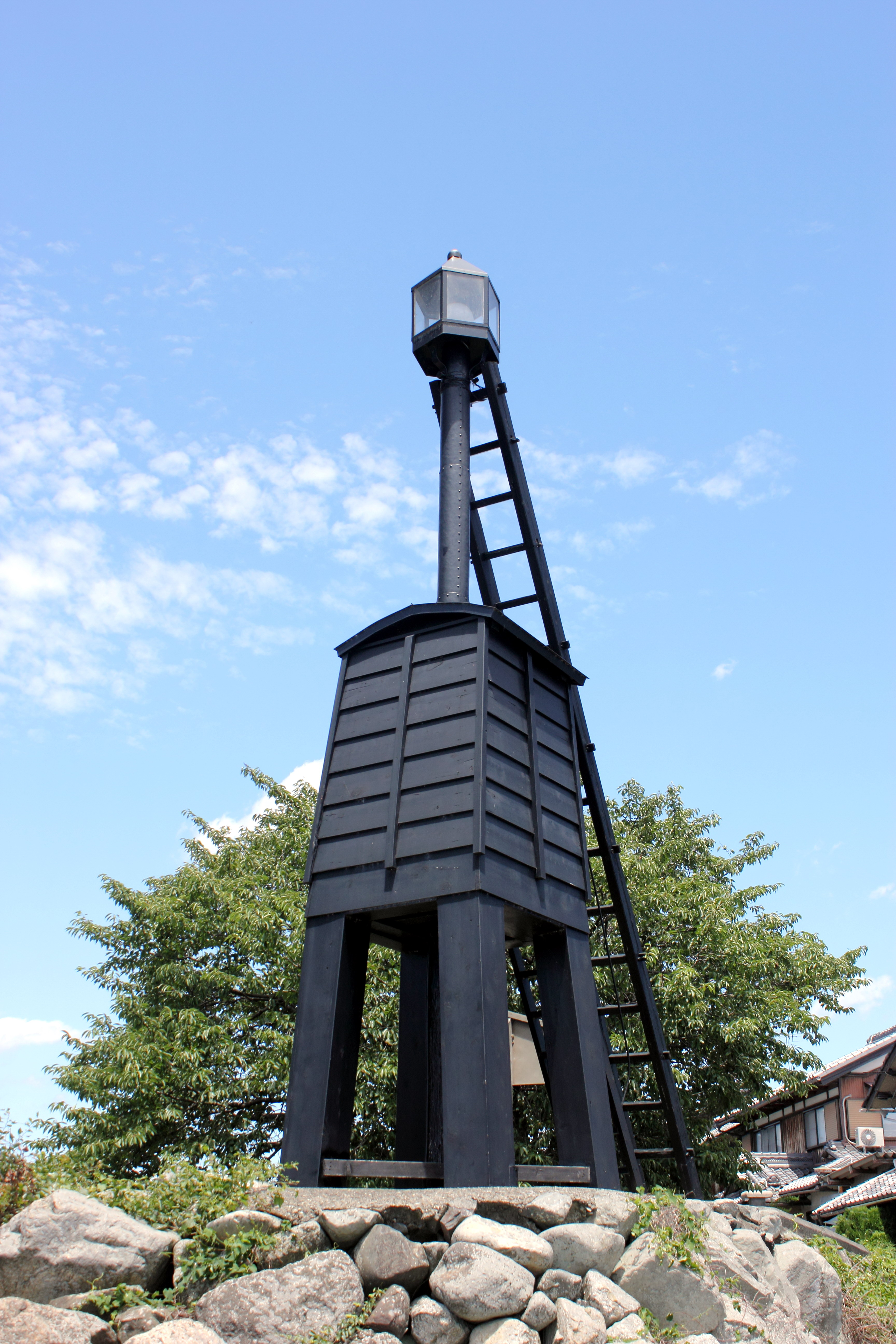
出島灯台

出島灯台（でけじまとうだい）は、滋賀県大津市今堅田一丁目に立つ黒塗り木造の私設灯台。琵琶湖唯一の灯台で、大津市有形民俗文化財に指定されている。

## 概要
出島灯台が立つ付近は、琵琶湖がもっとも狭まったところで岩礁も多く、1875年（明治8年）に客船「満芽丸」の転覆で乗客47人が亡くなる水難事故が発生した。これを受けて、同年に近くの船会社により出島灯台が建てられた。以来、1918年（大正7年）に光源が灯油から白熱灯に変わるまで、出島の9戸の家が当番を決めて灯台の灯を灯し続けていた。白熱灯に変わった後は自動点灯になっていたが、出島灯台は1951年（昭和26年）にその役目を終え、今はモニュメントとして修復保存されている。

## 沿革
- 1869年（明治2年）3月 - 大聖寺藩（大津汽船局）による日本初の湖上蒸気船「一番丸」が就航。
- 1871年（明治4年） - 大津県が大津百艘船を廃止し、和船運航者の特権が消滅。
- 1872年（明治5年）10月 - 県令の松田道之が、県勢振興のため琵琶湖での水運事業を自由とする旨を告諭。湖上水運の競争が激化。
- 1875年（明治8年）2月 - 満芽丸が小松沖で転覆し、乗客47名が犠牲となる水難事故が発生。
- 1875年（明治8年）- 出島灯台の初点灯。光源に灯油ランプを使用。
- 1918年（大正7年）- 光源を電灯に変更。
- 1951年（昭和26年）- 灯台としての役目を終える。
- 1961年（昭和36年）9月 - 第2室戸台風により倒壊寸前となる。
- 1973年（昭和48年）- 地元の熱心な保存運動により現在の姿に復元。
- 1989年（平成元年）- 点灯が途絶えていたが、地元有志により点灯再開。
- 1991年（平成3年）2月1日 - 大津市有形民俗文化財に指定される。

## 周辺
- 満月寺 - 浮御堂
- 琵琶湖大橋